# Aloe boscawenii
Aloe boscawenii ist eine Pflanzenart der Gattung der Aloen in der Unterfamilie der Affodillgewächse (Asphodeloideae). Das Artepitheton boscawenii ehrt den englischen Offizier Mildmay Thomas Boscawen (1892–1958), der nach dem Ersten Weltkrieg Sisalanbauer in Tansania wurde und einen Ziergarten besaß.

## Beschreibung

### Vegetative Merkmale
Aloe boscawenii wächst stammbildend und verzweigt nahe der Basis. Ihre Triebe sind 1 bis 2 Meter lang und weisen Durchmesser von 5 bis 7 Zentimeter auf. Für 20 bis 30 Zentimeter sind sie aufrecht. Sind die Triebe länger dann sind sie kriechend oder werden durch die Umgebungsvegetation gestützt. Die eiförmig-lanzettlichen Laubblätter sind entlang der Triebe auf 20 bis 30 Zentimeter zerstreut angeordnet. Die hellgrüne Blattspreite ist 44 bis 50 Zentimeter lang und 8 Zentimeter breit. Die Blattoberfläche ist glatt, der Blattsaft gelb. Die braun gespitzten, stechenden Zähne am schmal knorpeligen Blattrand sind 2 bis 3 Millimeter lang und stehen 7 bis 18 Millimeter voneinander entfernt.

### Blütenstände und Blüten
Der Blütenstand besteht aus drei bis neun Zweigen, von denen die unteren gelegentlich weiter verzweigt sind, und erreicht eine Länge von etwa 90 Zentimeter. Die unten lockeren Trauben werden zur Spitze hin dichter. Sie sind zylindrisch, 10 bis 12 Zentimeter lang und 7 Zentimeter breit. Die lang spitz zulaufenden Brakteen weisen eine Länge von 7 Millimeter auf und sind 3 Millimeter breit. Die gelben Blüten werden zu ihrer Spitze hin bräunlich und stehen an 18 Millimeter langen Blütenstielen. Sie sind 30 Millimeter lang und an ihrer Basis verschmälert. Auf Höhe des Fruchtknotens weisen die Blüten einen Durchmesser von 9 Millimeter auf, darüber sind sie sehr leicht verengt. Ihre äußeren Perigonblätter sind auf einer Länge von 18 Millimeter nicht miteinander verwachsen. Die Staubblätter und der Griffel ragen kaum aus der Blüte heraus.

## Systematik, Verbreitung und Gefährdung
Aloe boscawenii ist in Tansania in Buschwerk auf sandigen Böden entlang der Küste bis in Höhen von 60 Metern verbreitet.
Die Erstbeschreibung durch Hugh Basil Christian wurde 1942 veröffentlicht.
Aloe boscawenii wird in der Roten Liste gefährdeter Arten der IUCN als „Critically Endangered (CR)“, d. h. vom Aussterben bedroht eingestuft.

## Nachweise